# 주일본 이탈리아 대사관

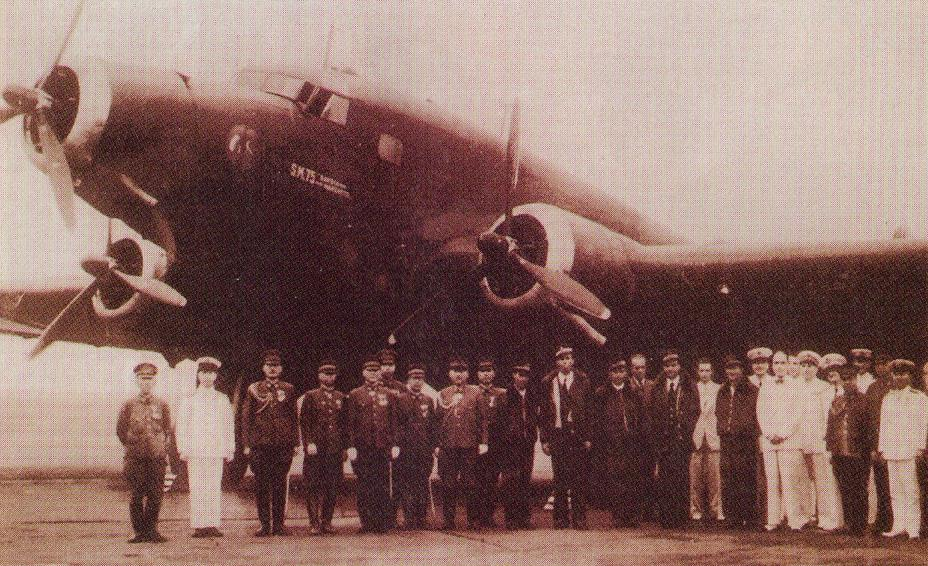
사보이아-마르체티 SM.75 GA RT 앞에 서 있던 일본과 이탈리아 양국의 군 관계자들 (1942년 7월)

주일본 이탈리아 대사관(일본어: 駐日イタリア大使館, 이탈리아어: Ambasciata d'Italia in Giappone)은 이탈리아 정부가 일본 도쿄도에 설치한 대사관이다. 그래서 재도쿄 이탈리아 대사관(이탈리아어: Ambasciata d'Italia a Tokyo)이라고도 가리킨다.

## 역사
막부 말기 당시인 1866년, 일본-이탈리아 수호통상조약을 체결하는 과정상 일본과 이탈리아 양국의 외교 관계를 처음으로 맺어지기 시작하였다. 그러나 수교한 뒤 주일본 이탈리아 외교 사절단이 대표부를 어떤 곳에 두고 있는 지 불확실하다. 현재 이탈리아 대사관이 위치해 있는 부지는 이전부터 마쓰야마번의 저택에 있던 것을 1924년 마쓰카타 마사요시 공작이 주거 시설로 이용되어 오던 저택(옛 마쓰카타 공작 저택)이었다.
마쓰카타 공작이 타계하고 난 직후이었던 1928년, 일본 정부로부터 새로운 이탈리아 대사관 부지를 마련하기 위해 옛 마쓰카타 공작 저택으로 옮길 것을 제안해야 한다는 의견이 제시되자, 이듬 해인 1929년 양자 간의 합의에 따라, 1932년 옛 대사관을 허물고 현재의 부지로 옮겼다.
제2차 세계 대전이 발발되었던 1942년 7월에는 연락기로 얼마 안되는 동안, 이탈리아 본국으로부터의 편지로 연락이 성사되었지만, 1943년 9월 이탈리아가 패전한 후 일본이 승인을 받은 이탈리아 사회공화국 곁으로 붙어야 하고 있으나, 연합국축이 이탈리아 왕국 측에 도착하느냐 여부에 따라 해당 지위가 명확하게 배분하는 것으로 결론지었다.
다만, 이탈리아 대사관 내에서 이탈리아 왕국을 편들고 있는 외교 공무원들은 마리오 인데를리 대사를 비롯하여 이하 무관 등을 포함, 약 50여명이지만 이탈리아 사회공화국으로 편든 외교 공무원은 단 두명에 불과하다. 이후에는 이탈리아 사회공화국 측에 도착한 분들도 있어 대리 대사로는 오메로 프린치피니가 훗날 취임하였다. 그리고 이탈리아 사회공화국에 편을 서는 것을 거부하고 있는 자들은 경찰의 감시 하에 외교관들이 도쿄의 덴엔초후에 위치하고 있는 샌프란시스코 수도원에서 종전까지의 기간을 보냈다. 이후 1945년 4월 도쿄 대공습에 의해 대사관 관저가 전소되자 사무실도 상당수 이상의 피해를 입혔다.
1960년대에는 이탈리아의 한 건축가와 일본의 건축가인 무라타 마사치카에 의해 개축안이 발표되면서, 일본과 이탈리아 양국 건축가에 의해 고안한 설계도, 단면도 등이 결정되면서, 1965년 대사관 관저가 새롭게 준공되어 오늘에 이르고 있다.
부지 안에는 이탈리아 대사의 공저 뿐만 아니라, 각 부처의 사무소들이 각각 병설되어 있다. 또한, 페라리를 필두로, 이탈리아의 각 기업마다 발표회, 잔치 등을 목적으로 이용된다.

## 소재지
- 일본어 : 〒108-8302　東京都港区三田2-5-4[5]
- 영어 : 2-5-4 Mita, Minato-ku, Tokyo 108-8302[5]
- 교통편 : 도에이 지하철 오에도선 아카바네바시역에서 도보로 6분, 미타선/아사쿠사선 미타역 A10번 출구 혹은 야마노테선·게이힌 도호쿠선 다마치역에서 도보로 15분 소요

## 관할 구역
주오사카 이탈리아 총영사관 관할 구역을 제외한 일본의 간토, 도호쿠, 호쿠리쿠 및 신에쓰 지방 일원, 홋카이도 등 일본의 동부 및 북부, 동북부 지역을 주로 관할한다.

## 대사
2017년 5월 11일부로 조르조 스타라체가 취임하자, 특명전권대사를 담당하고 있다.

## 같이 보기

### 일반 주제
- 이탈리아-일본 관계(이탈리아어판, 영어판)
- 주오사카 이탈리아 총영사관
- 카라비니에리

### 주변국에 설치한 이탈리아 공관
- 주한 이탈리아 대사관
- 주홍콩 이탈리아 총영사관(중국어판)

### 도쿄도에 설치한 다른 대사관
- 주일본 대한민국 대사관
- 주일본 미국 대사관
- 주일본 스웨덴 대사관